# Винсънт Кенби
Винсънт Кенби (на английски: Vincent Canby) е американски театрален и кинокритик.

## Биография
Роден е на 27 юли 1927 г. в Чикаго. Учи известно време в Колежа „Дартмут“, но прекъсва образованието си и започва работа като журналист, а от 1951 г. е критик в Ню Йорк – първо в списание „Варайъти“, а след това в „Ню Йорк Таймс“. Той е главен кинокритик на „Ню Йорк Таймс“ от 1969 до 1994 г. и главен театрален критик на вестника от 1994 г. до смъртта си.
Винсънт Кенби умира от рак на 15 октомври 2000 г. в Ню Йорк.